# Superliga Brasileira de Voleibol Feminino - Série C
Campeonato Brasileiro de Voleibol Feminino - Terceira Divisão, também conhecido como Superliga Série C, é o terceiro nível do principal torneio de voleibol feminino do Brasil. O torneio é organizado desde 2018 pela Confederação Brasileira de Voleibol (CBV) e dá acesso à Segunda Divisão do voleibol brasileiro, a Superliga Série B, substituindo a Taça Prata.

## História
Substituindo a Taça Prata, a primeira edição da Superliga - Série C foi realizada no ano de 2018. Divididas em quatro grupos, doze equipes brigaram pelo acesso à Superliga - Série B. Em Recife, as partidas aconteceram entre os dias 23 a 25 de outubro, no ginásio Uninassau, com as equipes de Náutico Capibaribe, Associação K2 e Associação Francana jogando em uma chave e na outra chave as equipes de APCEF, Flamengo e Ass. de Gestores Esp. Entretenimento. Na cidade de Londrina, as partidas aconteceram entre os dias 23 a 25 de outubro, no ginásio Moringão, com as equipes de FEL Londrina, Amavôlei Maringá e Associação Nova Geração Pouso Alegre, Em Ponta Grossa, as partidas aconteceram entre os dias 22 a 24 de outubro, na Arena Multiuso, com as equipes de Caramuru Vôlei, Ass. Chapecoense de Voleibol e Blumenau Vôlei Clube. Com o campeão de cada grupo conquistando uma vaga para o segundo nível da Superliga e, não havendo disputa direta por título, declarou-se campeã as equipes vencedora em cada sede, das quais foram a Associação Francana, Flamengo, Amavôlei Maringá e Associação Nova Geração Pouso Alegre e o Caramuru Vôlei.
A Superliga C cada ano que passa aumenta ainda mais sua adesão aos clubes em vários estados do país. Na edição de 2023 estabeleceu um recorde de clubes, foram 28 clubes competindo, sendo de 10 estados e o Distrito Federal representados. Já na edição de 2024, foi estabelicido um novo recorde de estados representados, foram quartoze estados brasilieros e Distrito Federal.
Pelo regulamento geral, todas as equipes campeãs em cada sede na Superliga Série C terão direito a habilitação para a Superliga Série B do ano seguinte, desde que cumpram as exigências constantes no regulamento da competição.
As equipes do AGEE/São Carlos, Amavôlei Maringá e Flamengo são as maiores vencedoras da competição com dois títulos conquistados. A equipe paulista conquistou nas edições 2019 e 2021. Enquanto a equipe paranaense conquistou nas edições 2020 e 2023. A equipe carioca por sua vez conquistou as edições de 2018 e 2024.

## Edição atual
Equipes participantes:
| Sede         | Grupo | Equipe               | Cidade                  |
| ------------ | ----- | -------------------- | ----------------------- |
| Norte        | A     | Ferroviário          | Porto Velho             |
| Norte        | A     | Clube do Remo        | Belém do Pará           |
| Norte        | A     | Nilton Lins          | Manaus                  |
| Norte        | A     | Azul Mania           | Boa Vista               |
| Norte        | B     | ACV Porto Velho      | Porto Velho             |
| Norte        | B     | AVV Vôlei Vilhena    | Vilhena                 |
| Norte        | B     | Vôlei Quinari        | Senador Guiomard        |
| Norte        | B     | Rio Negro            | Manaus                  |
| Nordeste 1   | -     | ADAS Vôlei           | Recife                  |
| Nordeste 1   | -     | Matense Voleibol     | Mata de São João        |
| Nordeste 1   | -     | CRB Vôlei            | Maceió                  |
| Nordeste 1   | -     | Salvador Vôlei       | Salvador                |
| Nordeste 1   | -     | Central Vôlei        | Caruaru                 |
| Nordeste 2   | -     | Parnaíba Volei       | Paranaíba               |
| Nordeste 2   | -     | BNB Clube            | Fortaleza               |
| Nordeste 2   | -     | Natal Desportivo     | Natal                   |
| Nordeste 2   | -     | Unifor Vôlei         | Fortaleza               |
| Nordeste 2   | -     | IAPE Vôlei           | São Luiz                |
| Nordeste 2   | -     | Sampaio Correa       | São Luiz                |
| Centro-Oeste | -     | Vila Nova            | Goiânia                 |
| Centro-Oeste | -     | Ascade               | Brasília                |
| Centro-Oeste | -     | Brasiliense Vôlei    | Brasília                |
| Centro-Oeste | -     | Cerrado Vôlei        | Brasília                |
| Centro-Oeste | -     | ASV Hornets          | Sorriso                 |
| Centro-Oeste | -     | Campo Grande Vôlei   | Campo Grande            |
| Sudeste      | -     | Sesi-SP              | São Paulo               |
| Sudeste      | -     | Capixaba Vôlei       | Vila Velha              |
| Sudeste      | -     | Realizar Santos      | Santos                  |
| Sudeste      | -     | Paineiras do Morumby | São Paulo               |
| Sudeste      | -     | Vôlei São José       | São José dos Campos     |
| Sul          | A     | Pato Vôlei           | Pato Branco             |
| Sul          | A     | Napoli Caçador       | Caçador                 |
| Sul          | A     | SJP Vôlei/AIEL       | São José dos Pinhais    |
| Sul          | A     | ACEL Chopinzinho     | Chopinzinho             |
| Sul          | B     | Irati Vôlei          | Iraty                   |
| Sul          | B     | AER Passo Fundo      | Passo Fundo             |
| Sul          | B     | Vôlei Mampituba      | Mampituba               |
| Sul          | B     | Foz do Iguaçu        | Foz do Iguaçu           |
| Sul          | C     | Juventus Vôlei       | Teutônia                |
| Sul          | C     | Copobras Vôlei       | São Ludgero             |
| Sul          | C     | Castro Vôlei         | Castro                  |
| Sul          | C     | Vôlei Marechal       | Marechal Cândido Rondon |

## Títulos

### Por estado
| Estado              | Campeão | Vice-campeão | Terceiro lugar |
| ------------------- | ------- | ------------ | -------------- |
| São Paulo           | 6       | 7            | 6              |
| Santa Catarina      | 4       | 6            | 3              |
| Paraná              | 4       | 4            | 4              |
| Minas Gerais        | 3       | 2            | 2              |
| Rio de Janeiro      | 3       | 1            | 0              |
| Distrito Federal    | 2       | 3            | 2              |
| Pernambuco          | 2       | 2            | 1              |
| Goiás               | 1       | 2            | 2              |
| Ceará               | 1       | 2            | 1              |
| Rio Grande do Norte | 1       | 0            | 2              |
| Rondônia            | 1       | 0            | 0              |
| Amapá               | 0       | 1            | 1              |
| Mato Grosso do Sul  | 0       | 1            | 0              |
| Alagoas             | 0       | 0            | 1              |

### Por equipe
| Equipe                     | Campeão | Vice-campeão | Terceiro lugar |
| -------------------------- | ------- | ------------ | -------------- |
| AGEE/São Carlos            | 2       | 1            | 0              |
| Amavôlei Maringá           | 2       | 0            | 0              |
| Flamengo                   | 2       | 0            | 0              |
| ACV/Chapecó                | 1       | 3            | 1              |
| Ascade                     | 1       | 2            | 0              |
| Sada Vôlei                 | 1       | 1            | 1              |
| Vôlei Taubaté              | 1       | 1            | 1              |
| Tijuca TC                  | 1       | 1            | 0              |
| Itajaí Vôlei               | 1       | 1            | 0              |
| Ceará Vôlei                | 1       | 1            | 0              |
| Pinhalense Voleibol        | 1       | 1            | 0              |
| ACE/Aparecida Vôlei        | 1       | 1            | 0              |
| Londrina Vôlei             | 0       | 1            | 1              |
| Desportivo Rio Grande      | 1       | 0            | 1              |
| Mackenzie                  | 1       | 0            | 1              |
| Renasce Sorocaba           | 1       | 0            | 1              |
| Prevermed Vôlei            | 1       | 0            | 1              |
| Caramuru Vôlei             | 1       | 0            | 0              |
| Associação Francana        | 1       | 0            | 0              |
| Sport Recife               | 1       | 0            | 0              |
| Minas Náutico              | 1       | 0            | 0              |
| ABEL/Brusque               | 1       | 0            | 0              |
| SESI-SP                    | 1       | 0            | 0              |
| AASE/Copergás/Uninassau    | 1       | 0            | 0              |
| Irati Vôlei                | 1       | 0            | 0              |
| Ferroviário                | 1       | 0            | 0              |
| Vôlei Louveira             | 0       | 3            | 1              |
| Vôlei Marechal             | 0       | 2            | 0              |
| CC3 Sport Club             | 0       | 1            | 1              |
| Bluvôlei                   | 0       | 1            | 0              |
| Náutico                    | 0       | 1            | 0              |
| FEL/Londrina               | 0       | 1            | 0              |
| SESI/Sorocaba              | 0       | 1            | 0              |
| Santa Cruz Vôlei           | 0       | 1            | 0              |
| SESI/Bauru                 | 0       | 1            | 0              |
| Campo Grande Vôlei         | 0       | 1            | 0              |
| ACE/CD Esportivo           | 0       | 1            | 0              |
| Foz do Iguaçu/SMEL         | 0       | 0            | 2              |
| Lona Voleibol              | 0       | 0            | 2              |
| Realizar/Santos/FUPES      | 0       | 0            | 2              |
| Associação K2              | 0       | 0            | 1              |
| APCEF                      | 0       | 0            | 1              |
| Associação Nova Geração    | 0       | 0            | 1              |
| Blumenau VC                | 0       | 0            | 1              |
| Vôlei Aeroclube            | 0       | 0            | 1              |
| Náutico Vôlei              | 0       | 0            | 1              |
| Napoli Voleibol            | 0       | 0            | 1              |
| Farma Conde/São José Vôlei | 0       | 0            | 1              |
| Brasiliense Vôlei          | 0       | 0            | 1              |
| AVT Vôlei Amapá            | 0       | 0            | 1              |
| CRB Vôlei                  | 0       | 0            | 1              |
| Pato Vôlei                 | 0       | 0            | 1              |